# SMS Königsberg (1905)
SMS Königsberg – krążownik lekki (lub mały krążownik, niem. Kleiner Kreuzer) niemieckiej Kaiserliche Marine. Nosił nazwę stolicy Prus Wschodnich. Stępkę położono w styczniu, kadłub zwodowano w grudniu 1905, a prace wykończeniowe zakończono w czerwcu 1906 roku. Okręt był jednostką prototypową typu Königsberg (należały do niego ponadto krążowniki SMS „Stettin”, „Stuttgart” i „Nürnberg”. Ich następcami miały być krążowniki typu Dresden). „Königsberg” miał 3814 ton pełnej wyporności bojowej, był uzbrojony w dziesięć dział kalibru 105 mm i rozwijał prędkość 24,1 węzła.
Po przyjęciu do służby „Königsberg” służył w dywizjonie rozpoznania Hochseeflotte. Często eskortował jacht cesarski Wilhelma II podczas wizyt w innych krajach. W kwietniu 1914 roku okręt został wysłany na dwa lata do Niemieckiej Afryki Wschodniej, ale misja została przerwana w sierpniu wybuchem I wojny światowej. W związku z nowymi okolicznościami „Königsberg” miał przeprowadzać ataki na brytyjskie i francuskie linie żeglugowe w tym rejonie, ale do końca służby zdołał zatopić tylko jeden statek handlowy. Na przeszkodzie stanęły braki w zaopatrzeniu w węgiel. 20 września 1914 roku zaatakował znienacka i zatopił w porcie Zanzibaru brytyjski krążownik pancernopokładowy HMS „Pegasus”.
Po tym starciu „Königsberg” – w celu naprawy maszyn – wpłynął w ujście rzeki Rufidżi. Nim prace naprawcze zakończono, „Königsberg” został wykryty przez krążowniki brytyjskie, które nie mogąc popłynąć w górę rzeki by zniszczyć okręt wroga, założyły blokadę. Po kilku nieudanych próbach zatopienia niemieckiego krążownika, Brytyjczycy posłali przeciw niemu dwa monitory, które 11 lipca 1915 roku zdołały zbliżyć się tak, by krążownik znalazł się w zasięgu ich dział. „Königsberg” został poważnie uszkodzony, co zmusiło załogę do samozatopienia okrętu. Niemieccy marynarze uratowali wszystkie dziesięć dział artylerii głównej krążownika i dołączyli do sił pułkownika Paula von Lettow-Vorbecka, biorąc udział w kampanii w Afryce Wschodniej. Wrak „Königsberga” został częściowo pocięty na złom w latach 1963–1965, zaś reszta pogrążyła się w mulistym dnie rzeki.

## Dane techniczno-taktyczne

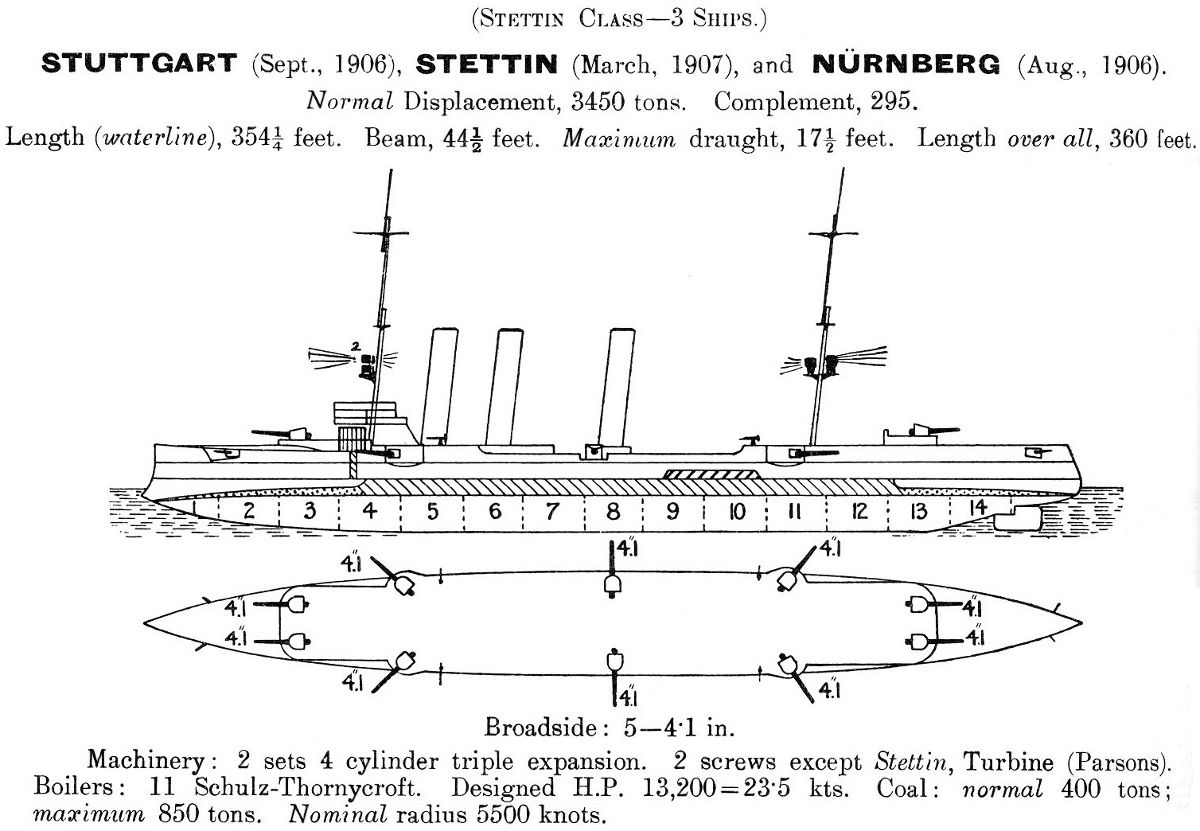
Szkic krążownika typu Königsberg

„Königsberg” figurował w zamówieniu jako Ersatz Meteor. Stępkę położono 12 stycznia 1905 roku w Stoczni Cesarskiej w Kilonii, kadłub zwodowano 12 grudnia tego samego roku. Ceremonii chrztu dopełnił nadburmistrz Królewca, Siegfried Körte, po czym rozpoczęły się prace wykończeniowe.
„Königsberg” miał 115,3 m długości całkowitej, 114,8 m między pionami, 13,2 m szerokości, a zanurzenie wynosiło 5,29 m. Miał 3390 ton wyporności standardowej i 3814 ton w pełnym obciążeniu bojowym. Napęd zapewniały dwie 3-cylindrowe maszyny parowe potrójnego rozprężania o mocy łącznej 13 200 KM, zasilane przez 11 kotłów opalanych węglem i obracające dwie śruby 4-metrowej średnicy. To pozwalało na osiągnięcie maksymalnej prędkości 24,1 w. i zasięgu 5750 Mm przy prędkości ekonomicznej 12 w. Na „Königsbergu” służyło 14 oficerów i 308 marynarzy. Kadłub podzielony był na 13 lub 14 przedziałów wodoszczelnych i miał podwójne dno, które rozciągało się na 47% długości kilu.
Okręt wykazywał się dobrą dzielnością morską, ale – między innymi ze względu na małe zanurzenie – przy większej fali przechyły dochodziły do 20 stopni. Ponadto przy dużych prędkościach jego pokład był zalewany wodą i okręt miał tendencję do nieznacznej nawietrzności. Z drugiej strony jednak charakteryzował się bardzo małym promieniem skrętu i dużą zdolnością manewrową. Przy gwałtownych zwrotach tracił do 35% prędkości. Jego poprzeczna wysokość metacentryczna wynosiła 0,58 m. Na pokładzie okrętu znajdowało się sześć małych pomocniczych jednostek pływających.
Okręt był uzbrojony w dziesięć montowanych pojedynczo kruppowskich dział SK L/45 kalibru 105 mm (SK – Schnellladekanone, działo szybkiego ładowania). Dwa zostały umieszczone obok siebie na dziobie, sześć po trzy na każdej z burt (przy czym po dwa w kazamatach), a dwa obok siebie na nadbudowie rufowej. Działa te mogły skutecznie razić cele odległe o 12 700 m. Zapas amunicji wynosił 1500 pocisków, a więc po 150 pocisków na działo. „Königsberg” posiadał również dziesięć dział kalibru 52 mm oraz dwie wyrzutnie torped kalibru 450 mm (zapas 5 torped) umieszczone poniżej linii wodnej na obu burtach. Uzbrojeniem ochronnym okrętu był opancerzony pokład ze stali Kruppa o grubości 80 mm na śródokręciu. Stanowisko dowodzenia osłaniał pancerz grubości 100 mm. Zarówno działa, jak i opancerzenie było produkcji zakładów Kruppa.
Całkowity koszt budowy zamknął się w kwocie 5 407 000 marek w złocie, co równa się 30 745 000 dolarów w roku 2015.

## Przebieg służby

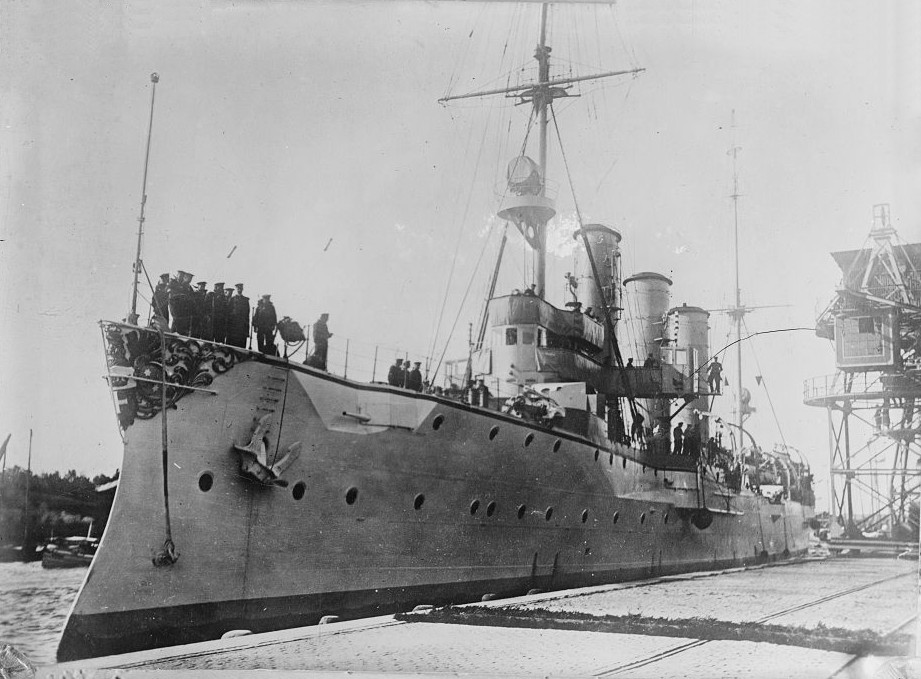
SMS „Königsberg” przed wojną

6 kwietnia 1907 roku okręt wszedł do służby w Hochseeflotte i został skierowany na próby morskie. Próby te zostały przerwane na początku czerwca, bowiem okręt otrzymał zadanie eskortowania cesarskiego jachtu SMY „Hohenzollern” podczas trzech regat w tym Kieler Woche. Następnie oba okręty przepłynęły Morze Północne i zatrzymały się u Przylądka Północnego, gdzie od 3 do 6 sierpnia Wilhelm II spotykał się z carem Mikołajem II. Po powrocie do Niemiec „Königsberg” ponownie podjął przerwane próby morskie, które trwały od 9 sierpnia do 9 września. W dniach 21–23 września okręt gościł w mieście od którego wziął nazwę, a następnie został przydzielony do sił rozpoznania floty, zastępując 5 listopada krążownik SMS „Medusa”. Niezależnie od tego „Königsberg”, tym razem wraz z nowym krążownikiem pancernym SMS „Scharnhorst”, eskortował jacht Wilhelma II i okręt łącznikowy SMS „Sleipner” w czasie wizyty w Wielkiej Brytanii (cesarz udawał się na urodziny króla Edwarda VII). Okręty odwiedziły Portsmouth, po czym zatrzymały się na Tamizie, gdzie zwiedzała je królowa holenderska Wilhelmina, krewna obu władców.
17 grudnia „Königsberg” wyruszył z kolejną misją dobrej woli, tym razem towarzysząc cesarskiemu bratu, księciu Henrykowi i delegacji oficerów marynarki, którzy udawali się do Malmö w Szwecji, na spotkanie z królem Oskarem II. Wizyta trwała do 20 grudnia. W roku 1908 „Königsberg” uczestniczył w rutynowych ćwiczeniach, zarówno indywidualnie, jak i w zespole okrętów; obyło się bez żadnych incydentów. Pod koniec roku odbył rejs szkoleniowy, początkowo na Bałtyku i Morzu Północnym, później na Atlantyku, który zakończył się na początku grudnia. Na przełomie 1908 i 1909 roku okręt został umieszczony w suchym doku celem dokonania okresowego przeglądu i już w pierwszych dniach lutego wrócił do służby. Teraz nastąpił okres typowych, rutynowych ćwiczeń, przerwany 16 lutego 1910 roku kolizją z nowym krążownikiem SMS „Dresden” w Zatoce Kilońskiej i dwoma podróżami w eskorcie cesarza: 9–13 marca na Helgoland i 8–27 maja do Wielkiej Brytanii. Kolizja z „Dresdenem” spowodowała znaczne uszkodzenia obu okrętów, ale nikt z członków załóg nie odniósł obrażeń. Obie jednostki remontowano w Kilonii. Od grudnia 1909 do września 1910 dowódcą okrętu był Fregattenkapitän Adolf von Trotha.
Od 8 marca do 22 maja 1911 roku „Königsberg” krążył po Morzu Śródziemnym towarzysząc Wilhelmowi II, który znajdował się na pokładzie „Hohenzollerna”. 10 czerwca miejsce „Königsberga” w siłach rozpoznania zajął nowy krążownik SMS „Kolberg”; „Königsberg” został odesłany do Gdańska, gdzie od 14 czerwca poddawano go zabiegom modernizacyjnym. 22 stycznia 1913 roku okręt został ponownie wcielony do floty, zastępując krążownik SMS „Mainz”, który również miał zostać zmodernizowany. W służbie okręt pozostawał do 19 czerwca, kiedy to odstawiono go do rezerwy w Kilonii. Na początku 1914 roku dowództwo Kaiserliche Marine postanowiło wysłać „Königsberg” do Niemieckiej Afryki Wschodniej, gdzie miał zastąpić dotąd stacjonujący tam okręt, stary nieopancerzony krążownik SMS „Geier”.

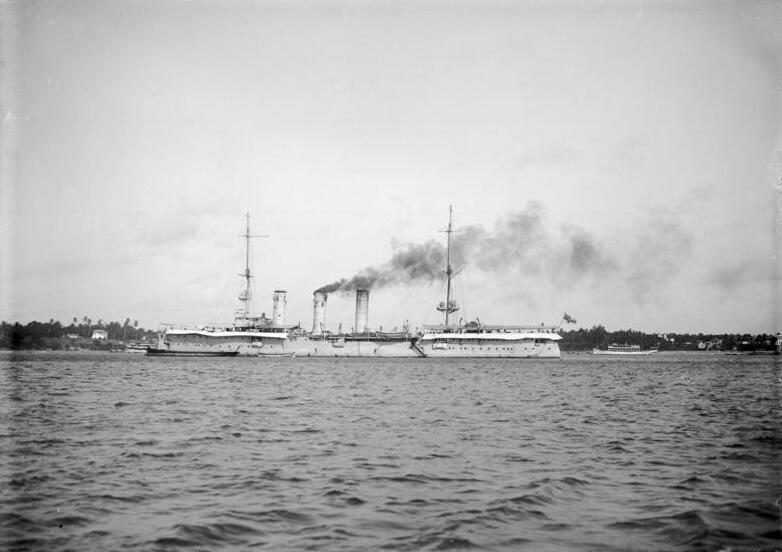
SMS „Königsberg” w Bagamoyo (czerwiec 1914)

1 kwietnia 1914 roku dowódcą okrętu został Fregattenkapitän Max Looff. Krążownik wyszedł z Kilonii 25 kwietnia, zatrzymał się w Wilhelmshaven, a trzy dni później ruszył objąć dwuletnią służbę w Niemieckiej Afryce Wschodniej. Przepłynął przez Morze Śródziemne odwiedzając hiszpańskie i włoskie porty nim osiągnął Kanał Sueski. Po przejściu kanału i krótkim postoju w Adenie dotarł 5 czerwca do Dar es Salaam, stolicy niemieckiej kolonii. Dwa dni później Schutztruppe (Siła Ochronna – niemieckie oddziały kolonialne stacjonujące w koloniach afrykańskich) obchodziły 25. rocznicę obecności w kolonii; zastępca dowódcy tej formacji dał Looffowi w prezencie model krążownika SMS „Schwalbe”, który najdłużej współdziałał z Schutztruppe. Jakiś czas później „Königsberg” dokonał pomiarów hydrograficznych zatoki pod Bagamoyo. Afrykańscy mieszkańcy kolonii uznali okręt za imponujący, szczególnie z powodu jego trzech kominów, które ich zdaniem oznaczały, że okręt jest potężniejszy od każdego z zaledwie dwoma kominami. Tak okręt zyskał przezwisko Manowari na bomba tatu, czyli „okręt wojenny z trzema rurami”.
Wobec wzrostu napięcia w Europie, do którego przyczynił się zamach na arcyksięcia Franciszka Ferdynanda w Sarajewie, Looff zdecydował się odstąpić od pokojowego systemu ćwiczeń i 24 lipca wrócił do Dar es Salaam celem uzupełnienia zapasów, zwłaszcza węgla. Podjął również wysiłki zorganizowania sieci punktów obserwacyjnych wzdłuż wybrzeża, skąd napływałyby informacje o nieprzyjacielskich okrętach dla ochrony niemieckiej żeglugi w regionie. 27 lipca Admiralstab poinformował Looffa o pogarszającej się sytuacji politycznej w Europie. Jednocześnie pojawiły się krążowniki HMSS „Astraea”, „Hyacinth” i „Pegasus” z brytyjskiej Eskadry Przylądkowej, z zamiarem zablokowania „Königsberga” w stolicy niemieckiej kolonii. Looff kazał podnieść parę i po południu 31 lipca opuścił port; trzy brytyjskie okręty podążały jego śladem. 1 sierpnia Looff wykorzystał deszczowy szkwał i większą prędkość swojego okrętu, by oderwać się od Brytyjczyków. 5 sierpnia, gdy „Königsberg” znajdował się na wysokości Adenu, dotarła doń z opóźnieniem wieść o wybuchu wojny pomiędzy Wielką Brytanią i Niemcami.

### I wojna światowa

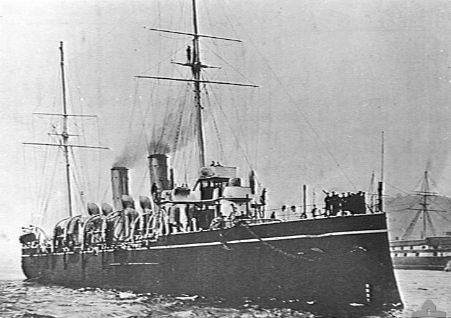
HMS „Pegasus” przed wojną

Gdy konflikt stał się faktem „Königsberg” otrzymał rozkaz atakowania brytyjskich statków handlowych w pobliżu wejścia na Morze Czerwone. Na przeszkodzie stanął brak węgla; Brytyjczycy uniemożliwili jego bunkrowcowi „Koenig” opuszczenie Dar es Salaam i wykupili wszystkie zapasy węgla w Portugalskiej Afryce Wschodniej, więc „Königsberg” został pozbawiony alternatywnego źródła zaopatrzenia. 5 sierpnia Looff skontaktował się przez radio z niemieckim parowcem „Zieten” by ostrzec go przed użyciem drogi wodnej przez Kanał Sueski, gdzie statek mógłby zostać skonfiskowany. Nieco później „Königsberg” puścił się w pościg za niemieckim frachtowcem „Goldenfels”, którego oficerowie omyłkowo wzięli zbliżający się okręt za krążownik brytyjski i odmówili zatrzymania się. „Königsberg” został zmuszony do oddania strzału ostrzegawczego przed dziobem „Goldenfelsa” i dopiero wtedy statek zatrzymał maszyny. Looff poinformował kapitana o aktualnej sytuacji na morzach.
6 sierpnia „Königsberg” napotkał u wybrzeży Omanu brytyjski frachtowiec „City of Winchester”. Załoga pryzowa zajęła statek, który towarzyszył „Königsbergowi” w drodze do wysp archipelagu Kuria Muria, gdzie cztery dni później zjawił się „Zieten”. Węgiel z „City of Winchester” został przeładowany do tendrów „Königsberga”, po czym frachtowiec został zatopiony. Brytyjska załoga została wzięta na pokład „Zietena”, który odpłynął następnego dnia w rejsie do portugalskiego portu Mozambik. Tymczasem parowiec „Somali” (dowódca Korvettenkapitän Zimmer) nocą z 3 na 4 sierpnia wyszedł z Dar es Salaam z ładunkiem 1200 ton węgla dla „Königsberga”; obie jednostki spotkały się dziesięć dni później, gdy w tendrach krążownika było zaledwie 14 ton paliwa. „Somali” przeładował na okręt około 850 ton węgla, co pozwoliło przeczesać wody Madagaskaru. Nie natrafiwszy jednak na brytyjskie czy francuskie statki, „Königsberg” ponownie spotkał się 23 sierpnia z „Somali” i wziął węgiel na cztery dni żeglugi.
W czasie gdy „Königsberg” krążył po oceanie, brytyjskie okręty zbombardowały Dar es Salaam, niszcząc niemiecką stację radiową. Maszyny „Königsberga” wymagały gruntownego przeglądu, więc Looff – nie mogąc dokonać tego w porcie – wybrał deltę rzeki Rufidżi, którą niedawno zbadał okręt hydrograficzny „Möwe”. 3 września, korzystając z fali przypływu, „Königsberg” pokonał ławicę piasku u ujścia i wolno podążył w górę rzeki. W ujściu rozmieszono posterunki obserwacyjne, które miały ostrzegać – przy pomocy telegrafu – o brytyjskich próbach wtargnięcia w głąb lądu. Zimmer, który wysyłał małe przybrzeżne parowce dla zaopatrywania „Königsberga”, przez dwa tygodnie śledził brytyjski krążownik HMS „Pegasus”. Z obserwacji wynikało, że nieprzyjacielski okręt pobiera węgiel w Zanzibarze w niedziele, więc Looff postanowił zaatakować go w porcie jeszcze przed rozpoczęciem napraw. Uznał takie działanie za usprawiedliwione, jako że Wielka Brytania odrzuciła niemiecką propozycję, by Afryka Środkowa pozostała neutralna, co byłoby zgodne z postanowieniami konferencji kongijskiej.

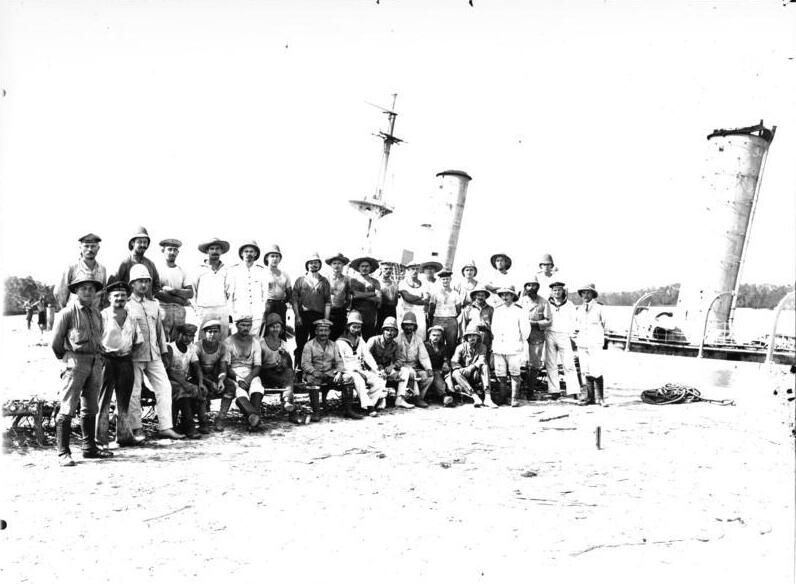
Załoga „Königsberga” w przerwie demontażu dział

19 września „Königsberg” opuścił Rufidżi i następnego dnia rano znalazł się pod Zanzibarem. O godz. 5.10 otworzył ogień z odległości około 7000 m; po upływie 45 minut „Pegasus” stanął w płomieniach, przewrócił się na prawą burtę i zatonął. Nieco wcześniej załoga „Pegasusa” wywiesiła białą flagę, ale z pokładu „Königsberga” nie było jej widać z powodu zadymienia. 38 członków załogi brytyjskiego okrętu zginęło, 55 odniosło rany, podczas gdy „Königsberg” nie doznał uszkodzeń i nie poniósł strat w ludziach. Po zatopieniu „Pegasusa” „Königsberg” zbombardował stację radiową, a w wejściu do portu osadził na dnie mające symulować miny beczki wypełnione piaskiem. W chwilę po opuszczeniu portu napotkano jeszcze okręt patrolowy „Helmut”, który został zatopiony trzema pociskami.
Po tej akcji „Königsberg” wrócił na Rufidżi, by rozpocząć przegląd i remont maszyn; uszkodzone części należało odesłać do stoczni w Dar es Salaam, gdzie miały zostać naprawione. Krążownik, zakotwiczony w miasteczku Salale, został dokładnie zamaskowany, a broniły go oddziały wojska i działa polowe rozmieszczone wzdłuż nurtu rzeki, zaś na wybrzeżu powstały punkty obserwacyjne połączone siecią telegrafu z okrętem. W wodach delty, by uniemożliwić brytyjskich okrętom kurs w górę rzeki, położono improwizowane pola minowe.
Brytyjczycy, którzy uważali „Königsberg” za zagrożenie dla linii transportowych wojska z Indii, skompletowali eskadrę okrętów mającą ścigać i zniszczyć nieprzyjacielski krążownik; jej dowódcą został komandor Sidney Drury-Lowe. Zatopienie „Pegasusa” upewniło Brytyjczyków, że „Königsberg” wciąż musi znajdować się w Niemieckiej Afryce Wschodniej. 19 października krążownik „Chatham” zatrzymał w Lindi niemiecki statek liniowy „Präsident”. Podczas przeszukania marines znaleźli dokumenty świadczące, że statek miesiąc wcześniej dostarczył „Königsbergowi” węgiel. 30 października krążownik HMS „Dartmouth” zlokalizował „Königsberga” i „Somali” w delcie. Krążowniki „Chatham”, „Dartmouth” i „Weymouth” zablokowały deltę Rufidżi, by „Königsberg” nie mógł się wymknąć.

#### Bój w delcie Rufidżi

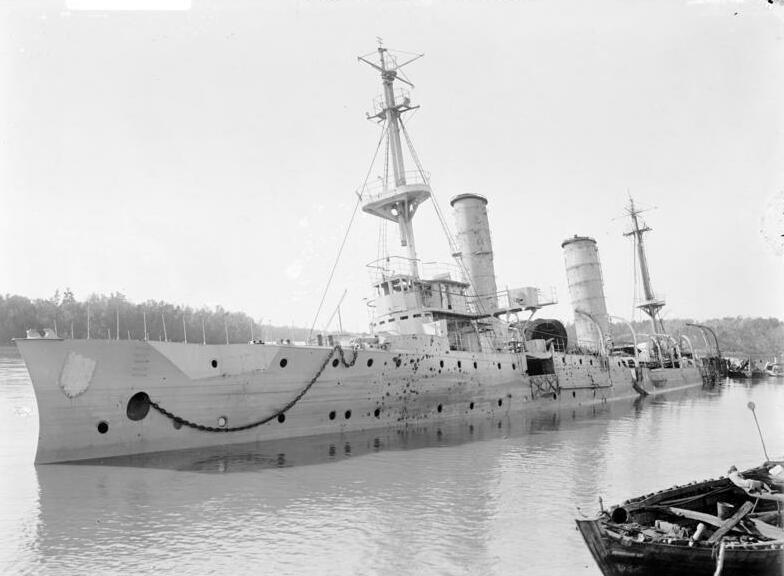
„Königsberg” po samozatopieniu

3 listopada, w nadziei zneutralizowania „Königsberga” i „Somali”, brytyjskie okręty rozpoczęły bombardowanie delty. „Königsberg” jednak krył się za gęstwą namorzynowych lasów, nie był więc widoczny dla brytyjskich obserwatorów; ich działa strzelały „na oślep” z morza, ze znacznej odległości. Brytyjczycy podjęli jeszcze akcję polegającą na zablokowaniu głównego ramienia delty zatopionym węglowcem „Newbridge”, co miało uniemożliwić „Königsbergowi” ucieczkę. 10 listopada, mimo zmasowanego niemieckiego ostrzału, udało się tego dokonać, chociaż niemiecki krążownik mógł teoretycznie wyjść w morze przez którąś z pozostałych odnóg. Looff jednak nie myślał o ucieczce. Postanowił przemieścić swój okręt jeszcze dalej w górę rzeki, by utrudnić Brytyjczykom zniszczenie go. Gdyby się to powiodło, jego okręt mógłby utrzymywać w pobliżu ujścia Rufidżi znaczne siły Royal Navy, które w innym wypadku mogłyby być użyte gdzie indziej.
Cywilny lotnik, Denis Cutler z Durbanu (Związek Południowej Afryki), zgłosił się w listopadzie na ochotnika do Royal Marines i oddał do dyspozycji sił brytyjskich swój wodnosamolot Curtiss. W związku z tym Royal Navy zarekwirowała statek pasażerski „Kinfauns Castle”, który miał służyć jako tender samolotu Cutlera. Podczas pierwszej próby odnalezienia krążownika Cutler, który nie miał kompasu, zgubił się i był zmuszony lądować przy brzegach bezludnej wysepki. Za drugim razem znalazł „Königsberga”, a trzeci lot, z udziałem obserwatora Royal Navy, potwierdził jego odkrycie. Podczas tego lotu uszkodzeniu uległa chłodnica silnika i samolot został unieruchomiony do czasu sprowadzenia odpowiednich części z Mombasy. Z zadaniem śledzenia, a nawet zbombardowania okrętu sprowadzono dwie maszyny Sopwith Tabloid marynarki, lecz te rozpadły się w tropikalnych warunkach. Trójka wodnosamolotów Short spisywała się nieco lepiej, ale i one wkrótce uległy niesprzyjającej pogodzie.
Również w listopadzie Brytyjczycy myśleli o użyciu do zatopienia krążownika 305-milimetrowych dział starego pancernika HMS „Goliath”. Próba zakończyła się niepowodzeniem, ponieważ płytkie wody delty uniemożliwiły pancernikowi zbliżenie się na odpowiednią odległość. W grudniu podpułkownik Paul von Lettow-Vorbeck zażądał od dowódcy niemieckiego okrętu oddania mu, na potrzeby działań partyzanckich przeciw Brytyjczykom, tylu członków załogi ilu może; na pokładzie zostało 220 ludzi, co pozwalało utrzymywać zdolność bojową krążownika, jednak nie dawało możliwości wyjścia w morze. 18 grudnia „Königsberg” został przemieszczony dalej w górę rzeki. Była to słuszna decyzja, bo 23 grudnia Brytyjczycy wprowadzili w deltę dwie płaskodenne jednostki, które zdołały ostrzelać i raz trafić „Somali” nim niemiecki ogień nie zmusił ich do odwrotu.

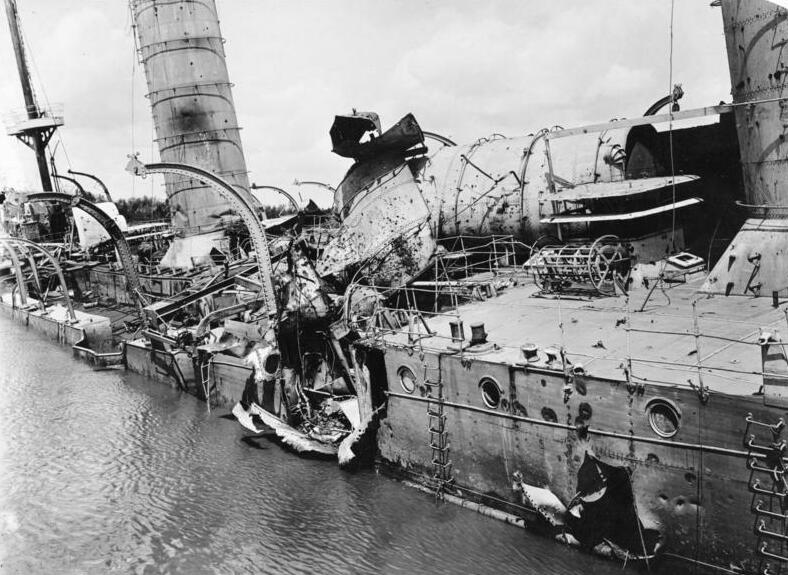
Uszkodzenia „Königsberga” po walce z monitorami

Tymczasem pogarszały się warunki na „Königsbergu”. Zaczynało brakować węgla, amunicji, żywności i środków medycznych. Załogę nękała malaria i inne choroby tropikalne. Morale odciętych od świata marynarzy było coraz niższe. Sytuację nieznacznie poprawiła wieść, że okręt może otrzymać zaopatrzenie oraz szansę wyrwania się bojem z pułapki i powrotu do ojczyzny. Zdobyty brytyjski statek handlowy „Rubens” przemianowano na „Kronborg”, otrzymał duńską banderę i dokumenty, a załogę skompletowano z mówiących po duńsku niemieckich marynarzy. Ładownie statku wypełniono węglem, działami polowymi, amunicją, bronią strzelecką i innym zaopatrzeniem. Gdy frachtowiec zbliżył się do Afryki Wschodniej „Königsberg” przygotował się do akcji, której celem było spotkanie ze statkiem, a następnie próba przerwania blokady i powrót do Niemiec. „Königsberg” tkwił jednak w nurcie rzeki osaczony przez dwa krążowniki i kilka innych jednostek, zaś „Kronborg” został namierzony przez krążownik HMS „Hyacinth”, który zapędził go do zatoki Manza (16 km na północ od portu w Tanga) i ostrzelał. Statek osiadł na mieliźnie i stanął w płomieniach, ale Niemcom udało się uratować większość ładunku, który został wykorzystany w walce przez oddziały Lettow-Vorbecka.
Ostatecznie, w kwietniu 1915 roku, Admiralicja przystała na plan przedłożony jeszcze w listopadzie przez Drury-Lowe’a, który zakładał, że niemiecki krążownik mogą zaatakować monitory rzeczne zdolne do poruszania się po płytkich wodach Rufidżi. Dwa takie okręty, HMS „Mersey” i „Severn”, uzbrojone w dwa 152 mm działa każdy, sprowadzono więc z Wielkiej Brytanii. Tymczasem „Königsberg” został po raz trzeci przesunięty w górę rzeki. 6 lipca 1915 roku oba monitory przeszły nad mielizną u ujścia i – mimo silnego ognia niemieckiego ze stanowisk nadbrzeżnych – ruszyły w górę rzeki. Zatrzymały się w miejscu odległym, jak mniemano, 9100 m od „Königsberga”, który byłby w zasięgu ich dział, lecz zbyt daleko, by mniejsze niemieckie działa mogły odpowiedzieć. Do obserwowania wyników strzelania wysłano nad pole walki samolot. Załogi monitorów popełniły jednak błąd w obliczeniach i po otwarciu ognia okazało się, że są w zasięgu dział „Königsberga”, który dwukrotnie trafił „Mersey”; jeden pocisk uszkodził dziobowe działo, a drugi wybił dziurę w burcie poniżej linii wodnej. „Königsberg” został trafiony czterokrotnie, jeden z pocisków uderzył poniżej linii wodnej powodując przecieki. W ciągu trzech godzin „Königsberg” zmusił obie brytyjskie jednostki do odwrotu.

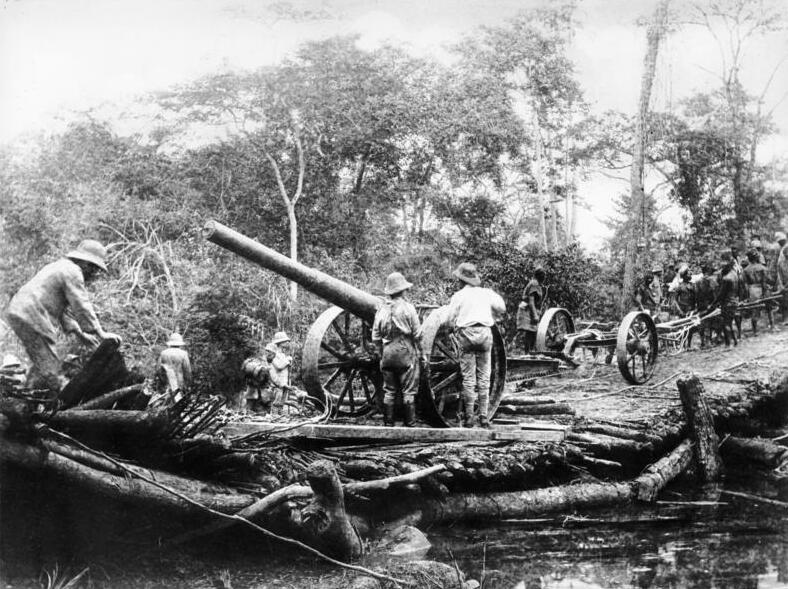
Działa „Königsberga” jako polowe (1916)

Monitory wróciły 11 lipca, po dokonaniu napraw uszkodzeń doznanych przy pierwszej próbie. Przeprowadziły pięciogodzinne bombardowanie celu. „Königsberg” otworzył ogień o godz. 12.12. Początkowo strzelał z czterech dział, ale po 12.42 pracowały trzy, dwa po 12.44, a po 12.53 tylko jedno. Monitory nie odpowiadały do godz. 12.31, tj. do czasu zakotwiczenia na pozycjach strzeleckich, po czym uzyskały kilka poważnych trafień, których efektem był pożar na rufie i znaczne uszkodzenia. O 13.40 „Königsbergowi” zaczęło brakować amunicji, a ich obsady meldowały o poważnych stratach. W związku z tym Looff wydał rozkaz opuszczenia okrętu i wyrzucenia za burtę zamków dział, czego jednak nie wykonano. W dziobie okrętu zdetonowano dwie głowice torped; okręt przechylił się lekko na prawą burtę i zatonął do wysokości górnego pokładu. Od ostrzału zginęło dziewiętnastu członków załogi, dalszych czterdziestu pięciu, w tym Looff, zostało rannych.
Później tego samego dnia załoga wróciła by zdjąć z masztu wciąż powiewającą banderę i wydać trzy okrzyki na cześć cesarza. Dzień później rozpoczęto demontaż dział i innego istotnego wyposażenia. Działa, po dwóch miesiącach prac w Dar es Salaam, przekształcono w działa polowe i obrony wybrzeża; wraz z członkami załogi wzięły udział w kampanii afrykańskiej Lettow-Vorbecka. Jedno z dział zostało zamontowane na zmilitaryzowanym promie „Götzen” z flotylli operującej na Jeziorze Tanganika. Marynarze krążownika, zorganizowani jako Königsberg-Abteilung (oddział Königsberg), skapitulowali dopiero 26 listopada 1917 roku i zostali osadzeni w obozach jenieckich w Egipcie. Do Niemiec po wojnie wróciło tylko 14 ludzi z dowódcą. W roku 1919 wzięli udział w paradzie pod Bramą Brandenburską w Berlinie, czym uczczono ich służbę i okręt.
W roku 1924 John Ingle, były dowódca krążownika „Pegasus”, otrzymał zadanie oczyszczenia z wraków portu w Dar es Salaam. Korzystając z okazji wykupił za 200 funtów prawa do wraku „Königsberga”; wynajął nurków celem wydobycia metali nieżelaznych, po czym natychmiast odsprzedał prawa. Prace złomownicze prowadzono w latach trzydziestych XX wieku, ale w roku 1940 kadłub przewrócił się na prawą burtę. Wrak cięto aż do roku 1965, lecz w 1966 wrak ostatecznie zatonął pogrążając się w mulistym dnie rzeki.

## Dowódcy okrętu
| 6 kwietnia 1907 – 30 września 1908      | Korvettenkapitän / Fregattenkapitän Otto Philipp    |
| 1 października 1908 – 30 listopada 1909 | Fregattenkapitän Adolf Kloebe                       |
| 1 grudnia 1909 – wrzesień 1910          | Fregattenkapitän / Kapitän zur See Adolf von Trotha |
| wrzesień 1910 – 14 czerwca 1911         | Korvettenkapitän / Fregattenkapitän Paul Heinrich   |
| 22 stycznia – 19 czerwca 1913           | Fregattenkapitän Heinrich Retzmann                  |
| 1 kwietnia 1914 – 11 lipca 1915         | Fregattenkapitän Max Looff                          |

W ciągu ośmiu lat istnienia SMS „Königsberg” miał sześciu dowódców, przy czym Max Looff pełnił tę funkcję najdłużej.

## Upamiętnienie

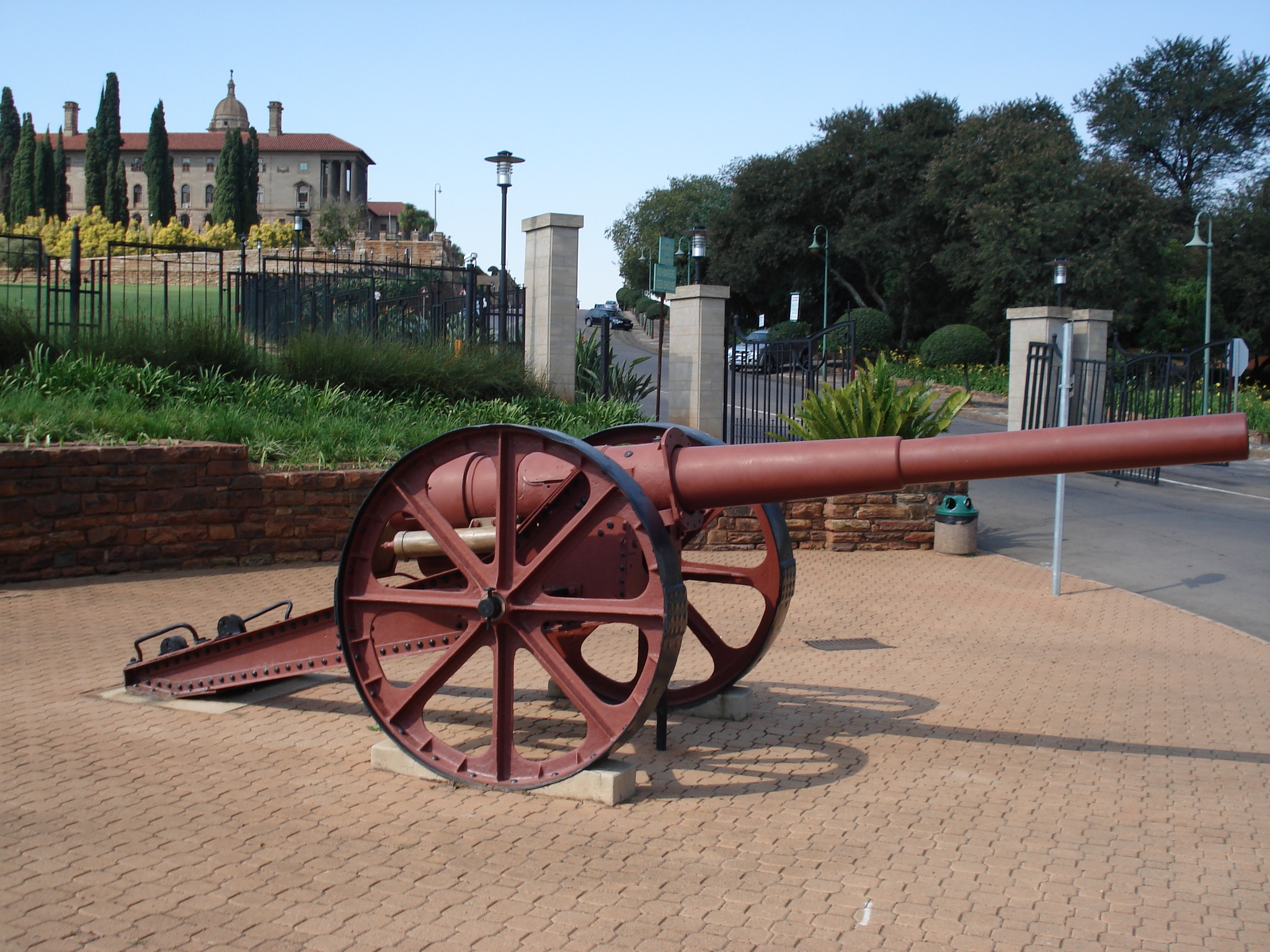
Jedna z trzech zachowanych armat, zdemontowanych z krążownika „Königsberg”, eksponowana na lawecie w Pretorii

W niemieckiej marynarce wojennej w okresie międzywojennym i w trakcie II wojny światowej służył kolejny lekki krążownik noszący miano „Königsberg”.
Wizerunek okrętu reprodukowano na wielu pocztówkach i znaczkach pocztowych Cesarstwa Niemieckiego.
Zachowały się trzy działa 105 mm, zdemontowane z okrętu. Jedno z nich jest eksponowane w Pretorii, drugie w Jinji w Ugandzie, a trzecie w Mombasie, gdzie jest wystawione wraz z działem z „Pegasusa”.